# 南安曇郡誌

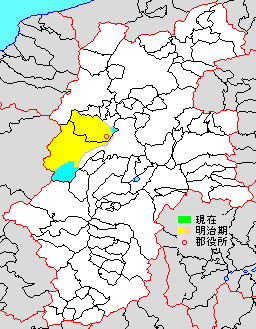
長野県南安曇郡の範囲（水色：後に他郡から編入した区域 薄黄：後に他郡に編入された区域）

南安曇郡誌（みなみあづみぐんし）は、長野県南安曇郡の地誌。

## 初版
- 編纂 - 長野県南安曇郡
  - 代表者 - 手塚十五七

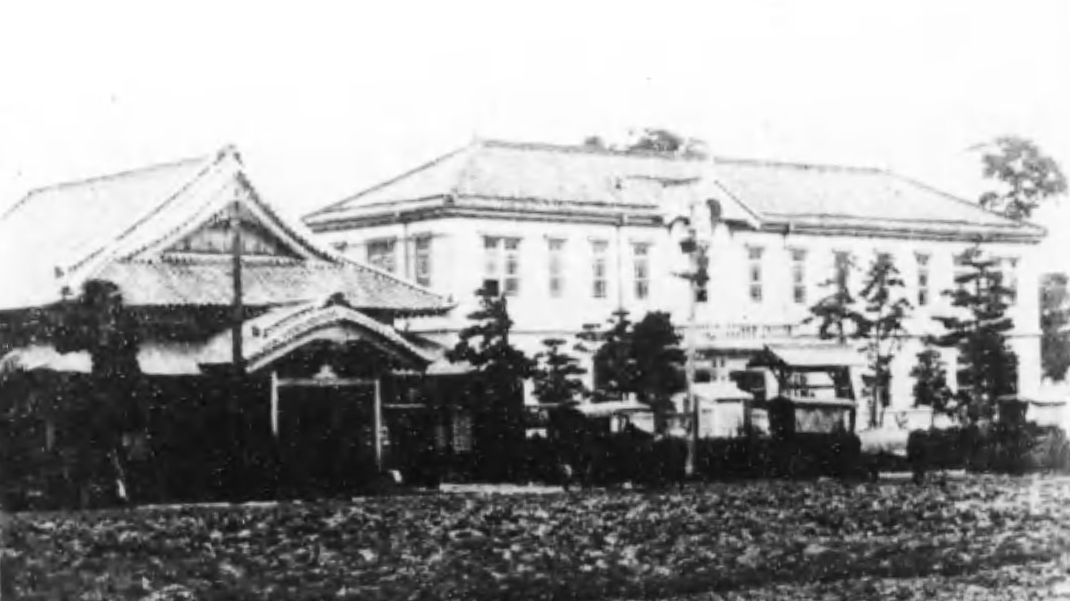
南安曇郡役所

- 印刷 - 1923年（大正12年）10月23日
  - 印刷者 - 橋本福松（東京市、古今書院創業者）
- 発行 - 1923年（大正12年）10月26日
  - 発行所 - 南安曇郡教育会（長野県南安曇郡豊科町）
  - 発行者 - 手塚十五七
- 価格 - 非売品
- NDLJP:978693
  - 公開範囲 - インターネット公開（保護期間満了）

本書の復刻版が1973年（昭和48年）7月に発行されている。

## 改訂版
第4巻（年表・索引）が発行される予定であったが、発行されていない。
- 南安曇郡誌　第1巻 自然篇
  - 自然編である。1030ページに及ぶ大冊で、2000部発行。附録として「南安曇郡地方地質図」がある。
- 南安曇郡誌　第2巻上 歴史篇（原始・古代・中世）
  - 歴史編上巻である。附録として「南安曇郡の耕土の深さ及び用水堰の分布図」がある。
- 南安曇郡誌　第2巻下 歴史・民俗篇（近世・民俗）
  - 歴史編下巻および民俗編である。
- 南安曇郡誌　第3巻上 現代社会篇
  - 現代社会編上巻である。1540ページに及ぶ大冊。
- 南安曇郡誌　第3巻下 現代社会篇
  - 現代社会編下巻である。附録として「南安曇郡図」がある。
- 南安曇郡誌　別篇I
  - 歴史編を執筆した小穴芳実の諸論文がまとめられている。

### 書籍
- 『南安曇郡誌　第1巻』 南安曇郡誌改訂編纂会(1956)
- 『南安曇郡誌　第2巻上』 南安曇郡誌改訂編纂会(1968)
- 『南安曇郡誌　第2巻下』 南安曇郡誌改訂編纂会(1962)
- 『南安曇郡誌　第3巻上』 南安曇郡誌改訂編纂会(1974)
- 『南安曇郡誌　第3巻下』 南安曇郡誌改訂編纂会(1971)
- 『南安曇郡誌　別篇Ⅰ』 南安曇郡誌改訂編纂会(1984)

### 沿革
- 1949年（昭和24年）9月 - 南安曇郡誌改訂編纂会が発足
- 1950年（昭和25年）後半 - 調査研究にとりかかる。
- 1956年（昭和31年）3月31日 - 『第1巻』発行
- 1962年（昭和37年）12月15日 - 『第2巻下』発行
- 1968年（昭和43年）3月20日 - 『第2巻上』発行
- 1971年（昭和46年）3月1日 - 『第3巻下』発行
- 1974年（昭和49年）12月10日 - 『第3巻上』発行
- 1979年（昭和54年）11月20日 - 『第1巻』再版発行
- 1984年（昭和59年）6月1日 - 『別篇I』発行